# Mujahideen afegãos
Os mujahideen afegãos (em pastó: افغان مجاهدين; em persa: مجاهدین افغان) foram grupos militantes islâmicos que lutaram contra a República Democrática do Afeganistão e a União Soviética durante a Guerra Soviética-Afegã e a subsequente Primeira Guerra Civil Afegã.
O termo mujahid (em árabe: مجاهدين) é usado em um contexto religioso por muçulmanos para se referir àqueles envolvidos em uma luta de qualquer natureza em prol do Islã, comumente chamada de jihad (em árabe: جهاد). Os mujahidin afegãos consistiam em vários grupos que diferiam entre si em termos étnicos ou ideológicos, mas estavam unidos por seus objetivos anticomunistas e pró-islâmicos. A coligação de milícias muçulmanas anti-soviéticas também era conhecida como "resistência afegã", e a imprensa ocidental referia-se amplamente aos guerrilheiros afegãos como "combatentes pela liberdade" (em inglês:  freedom fighters) ou "homens da montanha".
Os militantes dos mujahidin afegãos foram recrutados e organizados imediatamente após a União Soviética invadir o Afeganistão em 1979, inicialmente entre a população regular afegã e desertores do exército afegão, com o objetivo de travar uma luta armada contra o governo comunista do Partido Democrático Popular do Afeganistão, que havia tomado o poder na Revolução de Saur de 1978, e a União Soviética, que havia invadido o país em apoio ao primeiro. Havia muitas facções ideologicamente diferentes entre os mujahidin, sendo as mais influentes os partidos Jamiat-e Islami e Hezb-e Islami Gulbuddin. Os mujahidin afegãos eram geralmente divididos em duas alianças distintas: a maior e mais significativa união islâmica sunita, coletivamente chamada de "Sete de Peshawar", sediada no Paquistão, e a menor, a união islâmica xiita, coletivamente chamada de "Oito de Teerã", sediada no Irã; bem como unidades independentes que se autodenominavam "mujahidin". A aliança dos "Sete de Peshawar" recebeu grande assistência dos Estados Unidos (Operação Ciclone), Paquistão, Arábia Saudita, Turquia e Reino Unido, bem como de outros países e doadores internacionais privados.
As unidades básicas dos mujahidin continuaram a refletir a natureza altamente descentralizada da sociedade afegã e os fortes loci de grupos tribais pashtuns concorrentes, que formaram uma união com outros grupos afegãos sob intensa pressão americana, saudita e paquistanesa. A aliança procurou funcionar como uma frente diplomática unida perante a comunidade internacional e procurou representação nas Nações Unidas e na Organização da Conferência Islâmica. Os mujahidin afegãos também viram milhares de voluntários de vários países muçulmanos vindos ao Afeganistão para ajudar a resistência. A maioria dos combatentes internacionais veio do mundo árabe e mais tarde ficaram conhecidos como árabes afegãos; o financiador e militante árabe mais conhecido do grupo durante esse período foi Osama bin Laden, que mais tarde fundaria a Al-Qaeda e planejaria os ataques de 11 de setembro nos Estados Unidos. Outros combatentes internacionais do subcontinente indiano envolveram-se em actividades terroristas na Caxemira e contra os Estados do Bangladesh e de Mianmar durante a década de 1990.
Os guerrilheiros mujahidin lutaram uma longa e custosa guerra contra as forças armadas soviéticos, que sofreram pesadas perdas e se retiraram do país em 1989, após o que a guerra dos rebeldes contra o governo comunista afegão continuou. Os mujahidin, de alinhamento flexível, tomaram a capital, Cabul, em 1992, após o colapso do governo apoiado por Moscou. Entretanto, o novo governo mujahidin formado pelos Acordos de Peshawar após esses eventos foi rapidamente fragmentado por facções rivais e se tornou severamente disfuncional. Essa agitação rapidamente se transformou em uma segunda guerra civil, que viu o colapso em larga escala dos mujahidin afegãos unidos e o surgimento vitorioso do Talibã, que estabeleceu o Emirado Islâmico do Afeganistão logo após tomar a maior parte do país em 1996. Os talibãs foram depostos em 2001 após a invasão liderada pelos EUA durante a Guerra do Afeganistão, mas reagruparam-se e acabaram por retomar o controle do país em 2021.